# 凝乳

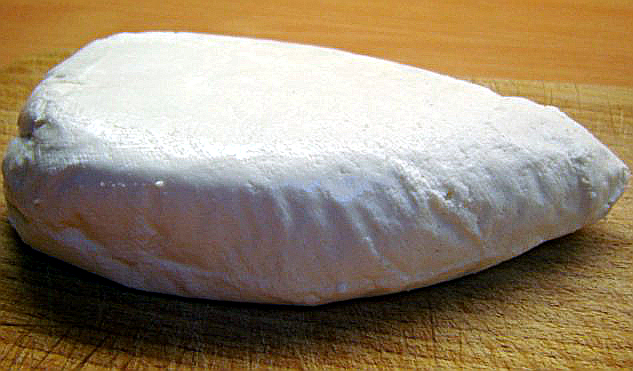

凝乳（英語：curd）是指一種將牛乳和羊乳等乳類發酵之後製作的乳製品，也是起司的一種，含有較多的脂肪，是茅屋起司的原料之一，可直接生食，盛行於中歐和東歐。凝乳的製作方法和食用方法因地區而異，在美國中西部，特別是威斯康星州，凝乳經常和麵包屑一起食用或直接生吃；在波罗的海地区，凝乳被制成凝乳糖食用。

## 外部連結
- 维基共享资源上的相關多媒體資源：凝乳